# Philippe Feist
Pour les articles homonymes, voir Feist.
Philippe Feist (Yehoshua Philippe Feist) (21 juillet 1890, Francfort-sur-le-Main, Allemagne-12 octobre 1943, Auschwitz, Pologne) est un ingénieur français d'origine allemande, membre de la résistance juive en France, père de Judith Hemmendinger, qui s'est occupée des enfants de Buchenwald, dont Elie Wiesel. Juif religieux, il étudie à Paris le Talmud avec Monsieur Chouchani. Il travaille dans une maison d'enfants, durant la guerre, avec le grand-rabbin Schneour Zalman Schneersohn. Il est déporté et assassiné à Auschwitz.

## Éléments biographiques
Philippe Feist est né le 21 juillet 1890 à Francfort-sur-le-Main. Il est ingénieur et son épouse Hanna Eisenmann, née le 17 mai 1895 à Anvers, en Belgique. Elle a un doctorat en zoologie de l'université de Heidelberg.Ils ont 5 enfants: Judith Hemmendinger, Selma (l'épouse de Moshé Catane) (1922, Francfort-sur-le-Main – 16 mars 2013, Jérusalem), Moshe [Martin Pazi, (Feist)] (11 décembre 1924-), marié à Ahuva Zukowsky, Jacob Feist Pazi et Ellen Feist.
Il est l'oncle de Marc Breuer.

### France
En 1928, la famille Feist s'installe en France, à Eaubonne, en Val-d'Oise, passant l'été à Megève, en Haute-Savoie.
Comme à Eaubonne, il n'y a pas de communauté juive, les enfants Feist fréquentent l'école publique et reçoivent des cours particuliers en hébreu et en Bible.
La famille Feist finit par s'installer à Paris.

### Seconde Guerre mondiale

#### Megève
À la déclaration de la Seconde Guerre mondiale, en septembre 1939, la famille Feist se trouve à Megève.
Phillip Feist étant citoyen allemand est arrêté et détenu dans un camp en Normandie, en compagnie des membres de l'ambassade d'Allemagne. Il passe son temps à étudier le Talmud.
Le reste de la famille est assigné à résidence à Megève.
En juin 1940, Philip Feist recouvre sa liberté.

#### Paris
La famille Feist s'installe à Roanne (Loire, Rhône-Alpes). L'ambassade allemande recommande à Phillip Feist de revenir à Paris, car elle ne peut garantir  sa sécurité en zone libre et il revient seul à Paris. 
Dans la capitale, Phillip Feist passe la journée à étudier le Talmud, avec monsieur Chouchani, dans le métro parisien, pour se maintenir au chaud.

#### Vichy
Il travaille comme représentant et est domicilié au 54, rue de Vingré à Vichy.  

#### Voiron
À la demande du grand-rabbin Schneour Zalman Schneersohn, Phillip Feist vient à Voiron s'occuper de l'administration de la maison d'enfants.

#### Nice
Son dernier domicile est l'Hôtel Windsor au 11, rue Dalpozzo à Nice. 
À la mi-septembre 1943, la mère de Judith Feist la prévient que son mari Phillipe a été arrêté. Elle veut se réfugier en Suisse avec les deux plus jeunes enfants et demande à Judith de les accompagner. Ils font appel à un passeur qui les amène à Annemasse où il les laisse à leurs sorts. Après avoir passé la frontière franco-suisse, ils sont arrêtés par la police suisse et transférés dans une prison à Genève.
Alors qu'il est à la gare de Nice, il est arrêté et interné au camp de Gurs. 
Le 23 septembre 1943 il est transféré au camp de Drancy où il reçoit le matricule No. 5263
.  
Il est déporté à Auschwitz, par le convoi No. 60, en date du 7 octobre 1943, où il est assassiné à son arrivée, le 12 octobre 1943.

### Résistance
Philippe Feist fait partie de la Résistance juive en France,.
Des faux papiers, salvadoriens, sont établis pour lui et sa famille, le jour même de sa déportation,.

## Mémoire
- Son nom figure sur une plaque à la Synagogue de Vichy[7].